# Dorpskerk (Castricum)
De dorpskerk van Castricum is een middeleeuwse kerk in het Noord-Hollandse dorp Castricum. Vandaag de dag staan nog substantiële delen van de oude kerk overeind. De kerk is nog steeds in gebruik bij de protestantse gemeente.

## Geschiedenis
De geschiedenis van de kerk begint in de 11e eeuw. Aan het uiterste westelijke einde van de geest tussen de Oosterbuurt en de Kerkbuurt werd in deze tijd de dorpskerk gebouwd.
De parochie van Castricum wordt voor het eerst genoemd in bronnen uit 1231, maar de kerk is van vroeger datum. De kerk was gewijd aan Sint-Pancratius en was een dochterkerk van Heiloo. Mogelijk heeft het adellijke geslacht Van Castricum een rol gespeeld bij het stichten van de kerk.

## Beschrijving
De dorpskerk is gelegen op enige afstand van de Dorpsstraat aan een plein. De kerk is omgeven door een kerkhof.
Het eenbeukige schip is het oudste gedeelte van de kerk en bestaat nog bijna geheel uit tufsteen. De muren bevatten een aantal (deels gereconstrueerde) romaanse vensters op 4 meter boven het maaiveld. De tufstenen muren zijn gebouwd in kistwerk: de binnen- en buitenzijde van de muur bestaan uit tufsteen en de ruimte ertussenin is opgevuld met puin en andere goedkopere materialen die voorhanden waren. De muren zijn 90 cm dik en gefundeerd op het onderliggende zand. Er is geen bodemverbetering toegepast.
De bakstenen toren is gebouwd in gotische stijl en bestaat uit drie geledingen. De middelste heeft twee gotische spaarnissen, de bovenste drie waarvan de middelste dienstdoet als galmgat. De toren is voorzien van een achtkantige spits en een balustrade.
Het gotische bakstenen koor is twee traveeën diep en is driezijdig gesloten. Het bevat speklagen van tufsteen.
De binnenkant van het schip bevat houten stijlen tot op het vloerniveau en binten die zijn verbonden met korbelen en een vlakke zoldering. Deze constructie dateert vermoedelijk uit de 14e of 15e eeuw.

## Bouwgeschiedenis

### De oorspronkelijke kerk
Het oorspronkelijke kerkgebouw was een tufstenen zaalkerk met een versmald bijna vierkant koor. Er zouden aanwijzingen zijn dat de kerk een ingesnoerde halfronde apsis heeft gehad, maar geheel zeker is dit niet. De geheel vlakke muren, de hooggeplaatste vensters en de grote tufstenen blokken zijn indicaties voor een hoge ouderdom: verschillende bronnen dateren de oorspronkelijke kerk in de eerste of de tweede helft van de 11e eeuw. Aangezien grote delen van dit schip heden ten dage nog bestaan geldt de oude kerk in Castricum als een van de oudste nog bestaande gebouwen van Holland. Er zijn geen resten aangetroffen van oudere kerkgebouwen op deze locatie.
De tufsteen die gebruikt is voor de bouw van de Castricumse kerk is afkomstig van de groeven aan de oevers van de Laacher See in de Eifel (Duitsland) en per schip aangevoerd. Op de plaats in Castricum waar men de stenen oversloeg van de boot op het land is een aantal tufstenen blokken teruggevonden. Op de bouwplaats werden de ruw gehakte stenen in de gewenste vorm gehakt en gebruikt voor de bouw. Het restmateriaal werd gebruikt als muurvulling.

### Latere uitbreidingen
In de eerste helft van de 15e eeuw werd de toren gebouwd. Deze stond los van het schip en is een halve meter uit de aslijn van de kerk gebouwd.
In de jaren 1510-1520 heeft men het tufstenen koor vervangen door een gotisch koor met een driezijdige sluiting. Opvallend is dat het nieuwe gotische koor precies om het oude romaanse koor is gebouwd: mogelijk liet men het oude koor staan totdat het nieuwe gereed was. Zo kon men ook tijdens de bouw doorgaan met de vieringen.
In dezelfde periode is ook het schip verlengd in de richting van de toren, zodat deze vanaf dat moment met het schip verbonden was. Voor deze uitbreiding is gebruikgemaakt van hergebruikt tufsteen, vermoedelijk afkomstig van het oude romaanse koor of van de oorspronkelijke westmuur van het schip.
In de 16e eeuw heeft men het schip voorzien van grote, gotische vensters en zijn de meeste oude romaanse vensters dichtgezet. Ook is de kap vernieuwd, verhoogd en voorzien van een tongewelf.
In tegenstelling tot vele andere kerken in de omgeving van Castricum heeft de dorpskerk de woelige tijden rond het beleg van Alkmaar (1573) redelijk ongeschonden overleefd. Wel is de kerk na de reformatie in handen gekomen van de protestanten.

### Restauraties
In de jaren 1953-1956 heeft de kerk een uitgebreide restauratie ondergaan. Enkele romaanse rondboogvensters zijn hersteld en men heeft de triomfboog gereconstrueerd, waarvan tijdens onderzoek restanten teruggevonden waren. Ook werden de fundamenten van het oude romaanse koor teruggevonden tijdens deze restauratie.
In 1992 is de kerk opnieuw gerestaureerd. In verband met de aanleg van een drainage zijn de fundamenten van het oude romaanse koor toen verwijderd.

## Interieur
In de kerk bevindt zich een doopvont uit 1519 en een kabinetorgel uit 1770 dat sinds 1893 in handen is van de kerkgemeenschap. Het eikenhouten doophek stamt uit 1742.

## Opvallend
In de buitenmuur van de toren bevindt zich een ingeslagen kogel die afgeschoten is tijdens de slag bij Castricum in 1799.
In de meest westelijke steunbeer aan de noordzijde van het schip bevindt zich een thans onleesbare inscriptie. Bronnen uit tijden dat de ingehakte tekst nog leesbaar was melden dat er het jaartal '1520' staat, het jaartal waarin de verlenging van het schip tot de toren werd voltooid. In 17e-eeuwse bronnen wordt ook een inscriptie genoemd waarop het jaartal ‘1219’ is ingehakt. Waar deze inscriptie zich bevond is niet duidelijk. Mogelijk gaat het om dezelfde, foutief geïntepreteerde, inscriptie.

## Gebruik
In de kerk vinden elke zondag kerkdiensten plaats die beginnen om 10:00. De kerkdiensten worden live uitgezonden op de plaatselijke radio-omroep. In de kerk vinden regelmatig concerten plaats.